# Ferran I de Romania
Ferran I de Romania (Sigmaringen, 24 d'agost de 1865 - Bucarest 20 de juliol de 1927) fou el segon rei de Romania de la casa catòlica alemanya dels Hohenzollern-Sigmaringen.

## Família
Era fill del príncep Leopold de Hohenzollern-Sigmaringen i de la infanta Antònia de Portugal i nebot del rei Carles I de Romania. El príncep era per tant net per part de mare de la reina Maria II de Portugal i del príncep Ferran de Saxònia-Coburg Gotha.
Ferran esdevingué príncep hereu de Romania després de les renúncies realitzades pel seu pare, el príncep Leopold i pel seu germà gran. El príncep contragué matrimoni amb una cosina llunyana, la princesa Maria del Regne Unit, princesa d'Edimburg l'any 1893. La princesa era filla del duc Alfed del Regne Unit, duc d'Edimburg i de la gran duquessa Maria de Rússia essent neta per part de pare de la reina Victòria I del Regne Unit i per part de mare del tsar Alexandre II de Rússia.
La parella s'instal·là a Bucarest i d'aquest matrimoni en nasqueren els següents fills:
- SAR el príncep Carles II de Romania nat a Bucarest l'any 1893 i mort a l'exili portuguès de Cascais. Es casà en primeres núpcies amb la jueva Zizi Lambrino l'any 1918, aquest matrimoni fou anul·lat. En segones núpcies amb la princesa Helena de Grècia l'any 1919, aquest matrimoni fou anul·lat per ell mateix. I amb l'actriu romanesa Magda Lupescu l'any 1947.
- SAR la princesa Elisabet de Romania nascuda a Pelesh l'any 1894 i morta a Canes el 1956. Es casà amb el rei Jordi II de Grècia del qual es divorcia tres anys després.
- SAR la princesa Maria de Romania nata a Gotha el 1895 i morta a Londres el 1961. Segons la seva mare era filla natural del gran duc Boris de Rússia. Es casà amb el rei Alexandre II de Iugoslàvia.
- SAR el príncep Nicolau de Romania, nat a Sigmaringen el 1903 i mort l'any 1978 a Madrid. Casat amb la romanesa Joana Dumitrescu-Doletti.
- SAR la princesa Ileana de Romania nata a Pelesh el 1909 i morta a Nova York el 1991. Es casà amb l'arxiduc Antoni d'Àustria-Toscana, del qual es divorcià.
- SAR el príncep Mircea de Romania nat el 1913 i mort el 1916.

## Regnat
Convertit en príncep hereu l'any 1888 després de les renúncies del seu pare i del seu germà gran, Ferran esdevingué hereu de la corona del seu oncle el rei Carles I de Romania. Convertit en rei de Romania el dia 10 d'octubre de 1914, Ferran entrà a la Primera Guerra Mundial l'any 1916 unint-se a la Triple Entesa contra els Imperis centrals. Malgrat que els Hohenzollern-Sigmaringen era una branca cadet de la família reial de Prússia i imperial d'Alemanya, Romania lluità en la guerra contra els imperis centrals. Després de les importants pèrdues militars i territorials ocasionades per l'entrada de l'exèrcit austríac i l'ocupació del país, Romania sortí victoriosa pel Tractat de París de 1920 i incorporà nombrosos territoris provinents de l'Imperi austrohongarès, i n'incorporà també de l'imperi Rus i de Bulgària.
La incorporació del país de les regions de Bucovina, Transsilvània i Bessaràbia incorporaren al país nombroses minories nacionals d'hongaresos i d'alemanys i abocaren Romania a un enfrontament amb la nova república soviètica d'Hongria (1919).
La política interna del país estigué dominada pel partit conservador dels germans Bratianu. Malgrat tot, la incorporació al país de la regió de Transsilvània permeté engrandir la base de l'oposició romanesa que l'any 1925 s'uní en un únic partit polític: La Unió Nacional Pagesa.
Els problemes successoris s'iniciaren després de la fuga del país dels seu fill gran i hereu, el futur rei Carles II de Romania amb la seva amant Magda Lupescu. Morí l'any 1927 deixant la corona al seu net Miquel I de Romania sota la regència de tres membres un dels quals era el seu fill el príncep Nicolau de Romania.
Ferran I de Romania, a diferència del que diu gran part de la historiografia clàssica, que el qualifica d'una persona de poc caràcter i de dèbil, resta com el principal monarca romanès, com un vertader governant del país que a diferència del seu predecessor, Carles I de Romania, estimava la gent del país i el seu país amb tot el seu cor.